# GogolFest
GogolFest (en ukrainien : Гогольфест) est un festival annuel multidisciplinaire international d'art contemporain et de cinéma qui se déroule à Kiev, en Ukraine, créé en hommage à l'écrivain russe d'origine ukrainienne Nicolas Gogol. Le festival est consacré au théâtre, à la musique, au cinéma, à la littérature et à l'art visuel.

## Historique
Le festival est fondé en 2007 par Vladislav Troïtsky et Evgeni Outkin. Il se déroule dans plusieurs villes en Ukraine : Marioupol en 2018, 2019 et 2021, Dnipro de 2019 à 2021, Kherson en 2020 et 21, Vinnytsia en 2018 et 2019.